# Judith Osborn
Judith Osborn (Den Helder, 3 december 1966) is een Nederlandse ondernemer, en ontwerper, kunstenaar, presentator en spreker.

## Loopbaan

### Ontwerper
Osborn, opgeleid aan de Koninklijke Academie van Beeldende Kunsten in Den Haag, maakte naam als ontwerper van een lijn T-shirts met een uitdagende opdruk, zoals 'Glamourpoes', 'Ich habe es nicht gewurst', 'Fish Wife' en 'Waar rook is, is worst'. De T-shirts worden in honderden winkels in binnen- en buitenland verkocht door haar bedrijf JO. In 2006 bracht zij een complete kledinglijn op de markt. Na het overlijden van haar echtgenoot ontwierp zij collecties voor winkelketen CoolCat en Sacha Shoes en werd zij door automerk Smart ingezet om een speciale editie van de Smart ForFour te ontwerpen. Verder bracht zij een eigen lijn schoolartikelen op de markt. In juli 2007 was Osborn gasthoofdredacteur van het blad Quote. Tijdens de opening van Fashionweek 2007 reikte Jort Kelder haar het eerste exemplaar uit.

### Kunstenaar
Osborn is tevens als kunstenaar werkzaam. In 2015 werd haar solo-expositie Everybody is nobody in de Judith Wolberink Gallery te Amsterdam geopend door Ralph Keuning, directeur van Museum de Fundatie te Zwolle. In 2016 verscheen Osborns boek Everybody is nobody, waarin een deel van haar schilderwerk is gebundeld. Het voorwoord werd verzorgd door kunstenaar Rob Scholte en Keuning.

### Programmamaker
In 2017 maakte Osborn een eigen programma bij RTL Z, Iedereen een kunstenaar, waarin zij samen met een bekende Nederlander een schilderij maakt. De schilderijen werden via Catawiki geveild en de volledige opbrengst ging naar het Jeugdcultuurfonds (tegenwoordig het Jeugdfonds Sport & Cultuur, waar Osborn ambassadeur van was. Voor LINDA.TV maakte zij haar eigen item 'Taartje met Judith', waarin zij politici interviewde in hun werkkamers op het Binnenhof.
Voor RTV Noord-Holland presenteerde zij het programma Weekje Osborn en voor dezelfde omroep maakte zij een radioprogramma.

### Lezingen
In 2017 werd Osborn ook actief als dagvoorzitter en zij ontwikkelt lezingen over het belang van creativiteit binnen organisaties, politiek en samenleving.

## Overige bezigheden
Osborn stond op omslagen en had reportages in (dag)bladen als Linda, Quote, Beau Monde, Miljonair, AM magazine, De Telegraaf, de Volkskrant en Veronica magazine. Zij was finaliste in De Slimste Mens en een van de deelnemers aan het televisieprogramma Fort Boyard in 2011. Ook trad zij op in het programma Wie is de reisleider? en in De gevaarlijkste wegen van de wereld en Jouw Vrouw, Mijn Vrouw VIPS. Tijdens The Passion 2013 was ze te zien als kraamhouder.